# Rocket League
Rocket League nogometna je videoigra koju je razvio i objavio Psyonix. Igra je prvi put izašla za Microsoft Windows i PlayStation 4 konzolu 7. srpnja 2015. godine. Igra je za konzolu Xbox One izašla 17. veljače 2016., za macOS i Linux 8. rujna 2016., a za Nintendo Switch 14. studenoga 2017. godine.
Od ožujka 2020. macOS i Linux više ne podržavaju Rocket League.

## O igri

### Općenito
Igrači kontroliraju svoje automobile kojima pokušavaju pogoditi veliku loptu te zabiti pogodak. Igrači iz cijeloga svijeta međusobno igraju jedan protiv drugoga te imaju određeno vrijeme igre (5 minuta) kako bi zabili pogodak i pobijedili utakmicu. Automobili tijekom igre mogu skakati te ubrzavati tako što skupljaju energiju koja se nalazi širom terena. Ako je na kraju utakmice izjednačeno, igraju se produžetci dok netko ne zabije pogodak.

### Načini igre
Igrači mogu igrati sami protiv računala (single-player) ili protiv ostalih igrača iz cijeloga svijeta (multiplayer). U single-player načinu igre igrač može igrati protiv računala (sezona; eng. season).
U multiplayer načinu igre igrači se međusobno natječu jedan protiv drugoga. Postoji više načina igre u multiplayeru: casual (prijateljske utakmice), competitive (natjecanja) i extra modes (ostala natjecanja).
Casual: U ovom načinu igre igrač može igrati sam (1 na 1), u paru (2 na 2), utroje (3 na 3) ili učetvero (4 na 4). Igranjem utakmica u ovome načinu igrač ne postiže puno toga, osim podizanja razine i iskustva.
Competitive: U ovom načinu igre igrači se međusobno natječu. Igrači se pobjedom mogu plasirati u veće i jače lige, a porazima padaju u niže i slabije lige. Što je liga veća, to su nagrade na kraju svake sezone bolje.
Extra Modes: Postoji više načina igre unutar Extra Modes načina:
- Rumble – sadrži jedanaest dodataka koji običnu utakmicu pretvaraju u potpuni kaos:[5]
  - The Boot (šutanje protivničkog automobila)
  - Disruptor (protivnik gubi kontrolu nad vozilom)
  - Freezer (lopta se zamrzne na mjestu)
  - Grappling Hook (povlači igrača prema lopti)
  - Haymaker (udarac šakom u loptu)
  - Magnetizer (privlači loptu prema igračevom autu)
  - Plunger (grabi loptu pomoću odčepljivača za zahod svezanog užetom)
  - Power Hitter (svi udarci su jači)
  - Spike (zaljepljuje loptu za auto nakon udarca)
  - Swapper (zamjene pozicije s protivničkom)
  - Tornado (sve što zahvati, ulazi u veliki vrtlog)
- Dropshot – Igra u kojoj igrači loptom razbijaju protivnički pod (heksagonalne ploče) kako bi osvojili bod. Dropshot se igra u areni Core 707. Što se lopta više nalazi u zraku, to je snažnija.[6]
- Hoops – košarka[7]
- Snow Day – hokej[8]

### Rocket League Sideswipe
Psyonix je najavio da će napraviti verziju Rocket Leaguea za mobilne telefone pod nazivom "Rocket League Sideswipe". Izlazak igre za Android i iOS najavljen je krajem godine 2021.

## Recenzije
Žarko Ćurić iz hrvatskoga HCL-a izjavio je da je Rocket League dobra igra te da ju vrijedi zaigrati. Pohvalio je brz pronalazak protivnika i grafike, dok mu je smetala činjenica da igra stvara ovisnost.
Dženan Suljević iz bošnjačke stranice Info.ba pohvalio je ideju zabavnije verzije nogometa s automobilima.
| Recenzer           | Ocjena | Izvor  |
| ------------------ | ------ | ------ |
| HCL.hr             | 87/100 | [ 10 ] |
| PCMag              | 4/5    | [ 12 ] |
| IGN                | 9.3/10 | [ 13 ] |
| Common Sense Media | 3.7/5  | [ 14 ] |

## Vanjske poveznice
- Službena stranica